# Suore dell'unità di Santa Teresa del Bambin Gesù
Le Suore dell'Unità di Santa Teresa del Bambin Gesù (in polacco Zgromadzenie Sióstr Jedność pod Wezwaniem Św. Teresy od Dzieciątka Jezus) sono un istituto religioso femminile di diritto pontificio.

## Storia
La congregazione fu fondata nel 1925 a Kolembrody dal sacerdote Andrzej Mazurkiewicz con l'aiuto del salesiano Leon Walaszek.
L'istituto fu canonicamente eretto in congregazione religiosa di diritto diocesano il 18 gennaio 1954 da Ignacy Świrski, vescovo di Siedlce, e ottenne il riconoscimento pontificio l'8 dicembre 1988.

## Attività e diffusione
Le suore sono attive in parrocchie e ospedali e si dedicano all'assistenza ai sacerdoti infermi, alla diffusione di libri di preghiere, alla collaborazione nelle missioni, alla confezione di paramenti e arredi liturgici.
La sede generalizia è a Siedlce.
Alla fine del 2015 l'istituto contava 42 religiose in 6 case.